# Cửa khẩu Nam Lieou
Cửa khẩu Nam Lieou là cửa khẩu trên vùng đất huyện Pechr Chenda tỉnh Mondulkiri, Campuchia .
Cửa khẩu Nam Lieou thông thương với Cửa khẩu Đăk Peur ở xã Thuận An, huyện Đăk Mil, tỉnh Đắk Nông, Việt Nam  12°25′41″B 107°33′28″Đ / 12,428029°B 107,557656°Đ
Cửa khẩu Nam Lieou cách trung tâm huyện Pechr Chenda khoảng 35 km, đến tỉnh lỵ Muldulkiri khoảng 40 km, đến trung tâm huyện lỵ Kaoh Nheaek khoảng 100 km.
Cặp cửa khẩu này là cửa khẩu địa phương (local), không dành cho người nước ngoài qua lại .